# John Mackenzie (zendeling)
John Mackenzie (Knockando (Schotland), 30 augustus 1835 – Kimberley (Kaapkolonie), 23 maart 1899) was een Britse zendeling die werkte in zuidelijk Afrika en daar opkwam voor de rechten van de zwarte bevolking.

## Levensloop
Mackenzie werd geboren in Schotland. In 1855 meldde hij zich aan bij de London Missionary Society. Drie jaar later werd hij uitgezonden naar zuidelijk Afrika. Hij werkte eerst in Kuruman, in het noorden van de Kaapkolonie. Eerder had David Livingstone daar gepioneerd en het zendingsgenootschap wilde het werk daar verder uitbreiden. Na verloop van tijd ging Mackenzie werken onder de Tswana, op het grondgebied van de latere staat Botswana.
In die periode trokken ook Boeren, de afstammelingen van Nederlandse kolonisten, vanuit het naburige Transvaal, het gebied binnen. Mackenzie ergerde zich aan hun behandeling van de zwarte bevolking. Vanaf 1867 voerde hij een publieke campagne om de Britse regering over te halen een protectoraat te vestigen in het gebied. Hij meende dat dat de beste bescherming voor de zwarte bevolking vormde tegen het racisme van de boeren. In 1884 vestigde Groot-Brittannië inderdaad het Protectoraat Beetsjoeanaland. Mackenzie werd benoemd tot plaatsvervangend commissaris, de tweede man in rang. Het prediken ging hem beter af dan het besturen. Eén jaar later volgde Cecil Rhodes hem op in die positie, maar Mackenzie behield veel invloed. In hetzelfde jaar nam hij deel aan de Warren Expeditie, waardoor het protectoraat in het noorden met een groot stuk land werd uitgebreid. In 1889 verliet Mackenzie de publieke dienst en wijdde zich weer volop aan het zendingswerk.